# Tricornis
Tricornis is een geslacht van weekdieren uit de klasse van de Gastropoda (slakken).

## Soorten
- Tricornis oldi (Emerson, 1965)
- Tricornis tricornis ([Lightfoot], 1786)